# 古寧頭戦史館
古寧頭戦史館（こねいとうせんしかん）は、中華民国福建省金門県金寧郷金門国家公園の古寧頭地区にある博物館。中華人民共和国との間で行われた古寧頭戦役を記念するために建設された。